# Леонід I
Леонід I  (гр. Λεωνίδας)   ; помер 19 вересня 480 р. до н. е.) був царем грецького міста-держави Спарти та 17-м з роду Агіадів, династії, яка стверджувала, що походить від міфологічного напівбога Геракла. Леонід I був сином короля Анаксандріда II. Він змінив на троні свого зведеного брата короля Клеомена I у бл. 489 рік до нашої ери. Його співправителем був цар Леотихід. Спадкоємцем став його син, король Плейстарх. Леонід взяв помітну участь у Другій греко-перській війні, де він привів союзні грецькі сили до останньої боротьби в битві при Фермопілах (480 р. до н. е.), намагаючись захистити перевал від вторгнення перської армії; він загинув у битві й увійшов у міф як лідер 300 спартанців. Хоча греки програли цю битву, вони змогли вигнати перських загарбників наступного року.

## Життя

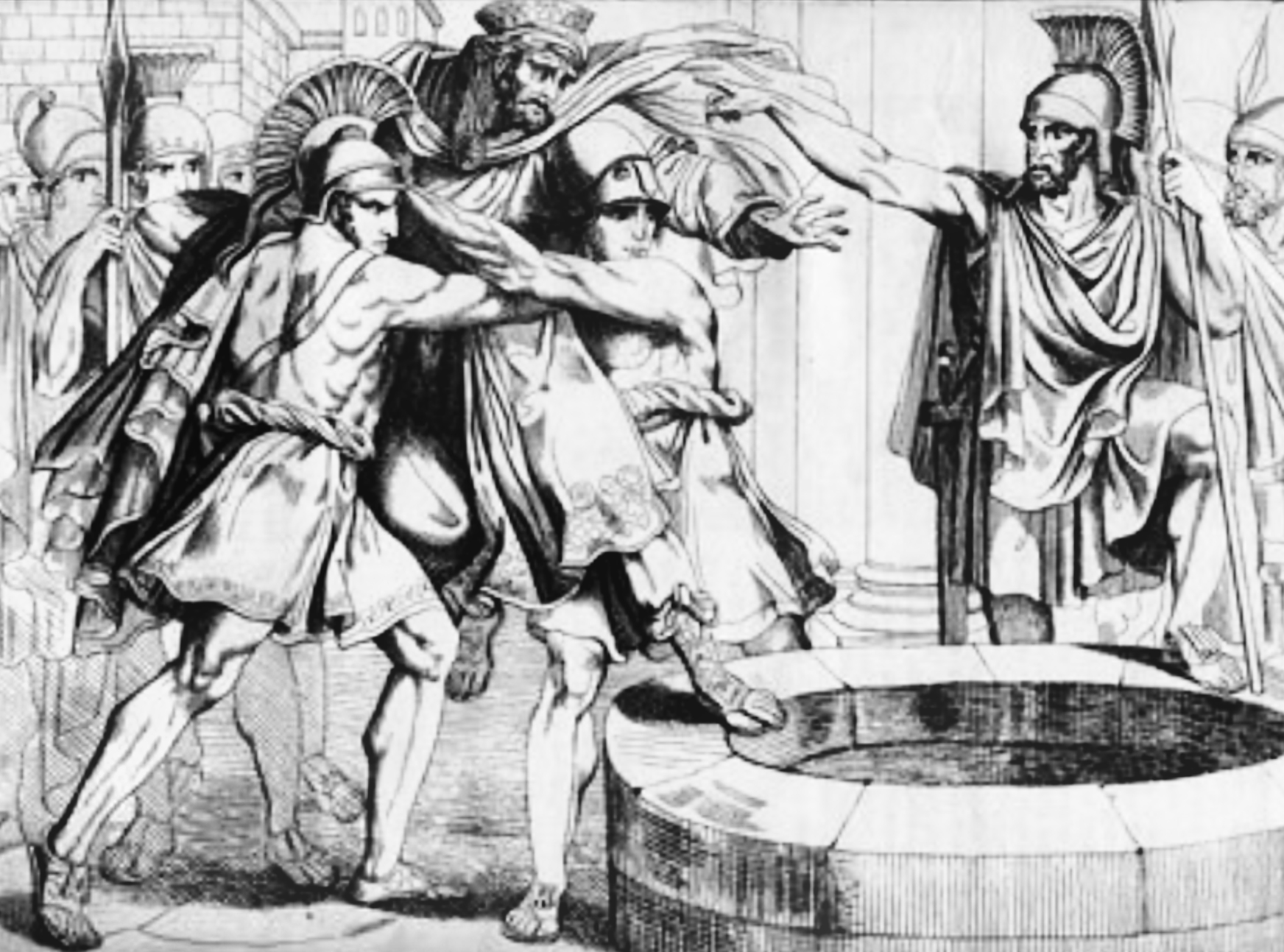
Спартанці кидають перських посланців у колодязь.

За словами Геродота, мати Леоніда була не лише дружиною його батька, а й племінницею його батька, і вона була безплідною так довго, що ефори, п’ять щорічно обраних адміністраторів спартанської конституції, намагалися вмовити царя Анаксандріда II покинути її та взяти іншу жінку. Анаксандрідас відмовився, стверджуючи, що його дружина невинна, після чого ефори погодилися дозволити йому взяти другу дружину, не відмовляючись від першої. Ця друга дружина, нащадок Хілона зі Спарти (одного з семи мудреців Греції), відразу ж народила сина Клеомена. Проте через рік після народження Клеомена перша дружина Анаксандріда також народила сина Дорія. Леонід був другим сином першої дружини Анаксандріда, а також старшим братом або близнюком Клеомброта. 
Король Анаксандріда II помер у 520 р. до н. е.,  і Клеомен змінив трон десь між тим і 516 р. до н.  Дорій був настільки обурений тим, що спартанці віддали перевагу його зведеному братові, а не йому самому, що він визнав неможливим залишатися в Спарті. Він зробив одну невдалу спробу заснувати колонію в Африці і, коли це не вдалося, шукав щастя на Сицилії, де після перших успіхів був убитий.  Стосунки Леоніда з його гостро ворогуючими старшими братами невідомі, але він одружився з донькою Клеомена, Горго, десь перед тим, як прийти на трон у 490 році до нашої ери. 
Леонід був спадкоємцем Агіадського престолу та повноправним громадянином (homoios) під час битви при Сепеї проти Аргоса (бл. 494 р. до н. е.).  Подібним чином він був повноправним громадянином, коли перси прагнули підкорити Спарту й зустріли палку відмову приблизно в 492/491 р. до н. Його старший зведений брат, цар Клеомен, уже був скинутий на підставі нібито божевілля, і втік у вигнання, коли Афіни звернулися за допомогою проти першого перського вторгнення до Греції, яке закінчилося в Марафоні (490 р. до н. е.).
Плутарх писав: «Коли хтось сказав йому: «Окрім того, що ти цар, ти нічим не вищий від нас», Леонід, син Анаксандріда і брат Клеомена, відповів: «Але якби я не був кращим за тебе, я б не був царем».  Леонід, народжений агоге, навряд чи мав на увазі лише свою королівську кров, а радше припускав, що, як і його брат Дорій, він довів свою перевагу в конкурентному середовищі спартанського навчання та суспільства, що дає йому право правити.
Леоніда було обрано очолити об'єднані грецькі сили, які мали намір протистояти другому перському вторгненню до Греції в 481 році до нашої ери.  Це було не просто даниною військової доблесті Спарти: імовірність того, що коаліція хотіла Леоніда особисто за його здібності як полководця, підкреслюється тим фактом, що лише через два роки після його смерті коаліція віддала перевагу афінському лідерству, а не лідерству Леотихіда, або наступника Леоніда як регента його ще неповнолітнього сина Павсанія. Відмова від Леотихіда і Павсанія не була відображенням спартанської зброї. Військова репутація Спарти ніколи не була високою, і Спарта у 478 р. до н.е. не була слабкішою, ніж у 781 р. до н.е.
Це обрання Леоніда для керівництва обороною Греції від вторгнення Ксеркса призвело до смерті Леоніда в битві при Фермопілах у 480 році до нашої ери. 

## Битва при Фермопілах

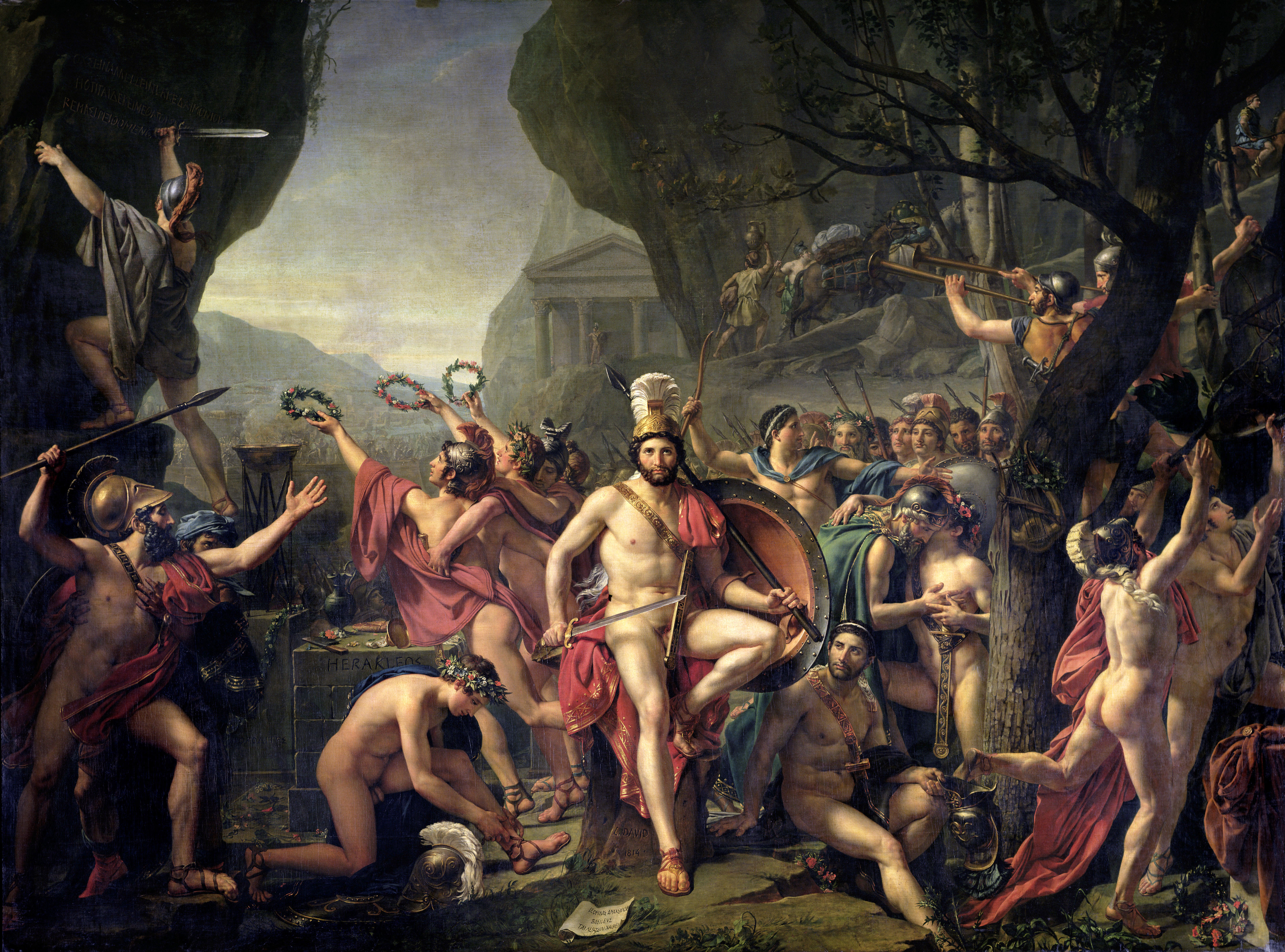
« Леонід у Фермопілах » (1814) Жака-Луї Давида, який обрав цю тему після Французької революції як модель «громадянського обов’язку та самопожертви», а також як споглядання втрати та смерті, де Леонід тихо врівноважений і героїчно оголена

Отримавши запит від об'єднаних грецьких військ щодо допомоги в захисті Греції від перського вторгнення, Спарта звернулася до Оракула в Дельфах. Кажуть, що Оракул зробив пророцтво у віршах із гекзаметром :
Для вас, жителі широкої Спарти,

Або ваше велике і славне місто буде спустошено персами,

Або якщо не це, то кордон Лакедемона повинен оплакувати мертвого царя з роду Геракла.

Сила биків чи левів не втримає його протиборчою силою; бо він має силу Зевса.

Я заявляю, що він не буде стриманий, доки він повністю не розірве одного з них.

У серпні 480 року до нашої ери Леонід вийшов із Спарти назустріч армії Ксеркса у Фермопілах з невеликою силою в 1200 чоловік (900 ілотів і 300 спартанських гоплітів), де до нього приєдналися війська з інших грецьких міст-держав, які підкорилися він наказав сформувати 7-тисячну армію. Існують різні теорії про те, чому Леоніда супроводжували такі невеликі сили гоплітів. За словами Геродота, «спартанці послали людей з Леонідом попереду, щоб решта союзників бачили їх і йшли, не боячись поразки, замість того, щоб ставати на бік персів, як інші, якщо вони дізнаються, що спартанці зволікають. Після завершення свого свята, Карнеї, вони залишили свій гарнізон у Спарті та рушили у повному складі до Фермопіл. Решта союзників планували зробити те саме, оскільки Олімпіада збігалася з цими подіями. Тому вони послали свій авангард, не сподіваючись, що війна під Фермопілами буде вирішена так швидко»  Багато сучасних коментаторів не задоволені цим поясненням і вказують на те, що Олімпійські ігри тривали, або звинувачують внутрішню незгоду та інтриги.

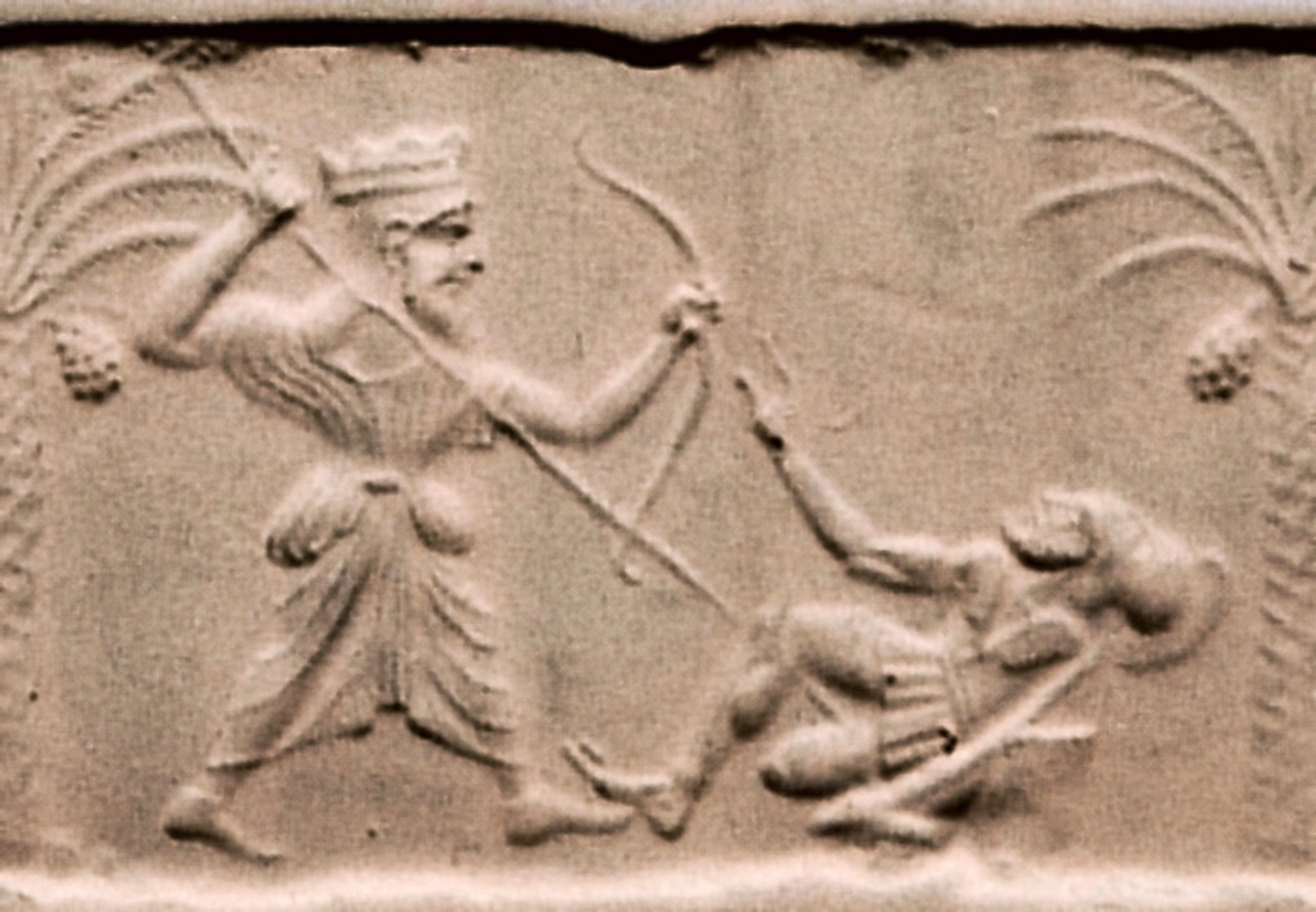
Цар Ахеменідів вбиває грецького гопліта. Близько 500 р. до н. е. – 475 р. до н. е., за часів Ксеркса I. Музей мистецтв Метрополітен.

Якою б не була причина, чому власний внесок Спарти складав лише 300 спартіатів (з супроводом і, ймовірно, допоміжними військами періоїків), загальна сила, зібрана для захисту проходу Фермопіл, становила приблизно від чотирьох до семи тисяч греків. Вони зіткнулися з перською армією, яка вторглася з півночі Греції під керівництвом Ксеркса I. Геродот заявив, що ця армія складалася з понад двох мільйонів чоловік; сучасні вчені вважають це перебільшенням і дають оцінки від 70 000 до 300 000. 
Ксеркс чекав чотири дні, щоб атакувати, сподіваючись, що греки розійдуться. Нарешті на п'ятий день перси напали. Леонід і греки п'ятий і шостий дні відбивали фронтальні атаки персів, убивши близько 10 тисяч ворожого війська. Перський елітний загін, відомий грекам як «Безсмертні», було стримано, і двоє братів Ксеркса (Аброком і Гіперант) загинули в битві.  На сьомий день (11 серпня) малийський грек-зрадник на ім'я Ефіальт повів перського полководця Гідарна гірською дорогою в тил грекам.   У цей момент Леонід відіслав усі грецькі війська і залишився в проході зі своїми 300 спартанцями, 900 ілотами, 400 фіванцями та 700 феспійцями. Феспійці залишилися цілком за власним бажанням, заявивши, що не покинуть Леоніда та його послідовників. Їх лідером був Демофіл, син Діадрома, і, як пише Геродот, «тому вони жили зі спартанцями і померли з ними».
Одна з теорій Геродота полягає в тому, що Леонід відіслав решту своїх людей, тому що піклувався про їх безпеку. Король вважав би за розумне зберегти ці грецькі війська для майбутніх битв проти персів, але він знав, що спартанці ніколи не зможуть залишити свій пост на полі бою. Солдати, які залишилися, мали захистити свою втечу від перської кавалерії. Сам Геродот вважав, що Леонід віддав наказ, бо вважав союзників розчарованими й не бажаючими зіткнутися з небезпекою, на яку він сам вирішив. Тому він вирішив розпустити всі війська, крім фіванців, феспійців та ілотів, і зберегти славу для спартанців. 
Усі невеликі грецькі сили, атаковані з обох сторін, були вбиті, за винятком 400 фіванців, які здалися Ксерксу без бою. Коли Леоніда було вбито, спартанці повернули його тіло, чотири рази відганяючи персів. Геродот каже, що наказ Ксеркса полягав у тому, щоб Леоніду відрубали голову і посадили на стовп, а тіло розіп’яли. Це вважалося святотатством. 

## Спадщина

### Античність
Культ героя Леоніда зберігався в Спарті до епохи Антоніна (II ст. н. е.). 

### Пам'ятник Фермопілам
У 1955 році у Фермопілах була встановлена бронзова статуя Леоніда . Знак під статуєю містить напис: « ΜΟΛΩΝ ΛΑΒΕ » («Прийди і візьми їх»), що було лаконічною відповіддю Леоніда, коли Ксеркс запропонував зберегти життя спартанців, якщо вони складуть зброю. 
Ще одна статуя, також із написом ΜΟΛΩΝ ΛΑΒΕ, була встановлена в Спарті в 1968 році.

### Література

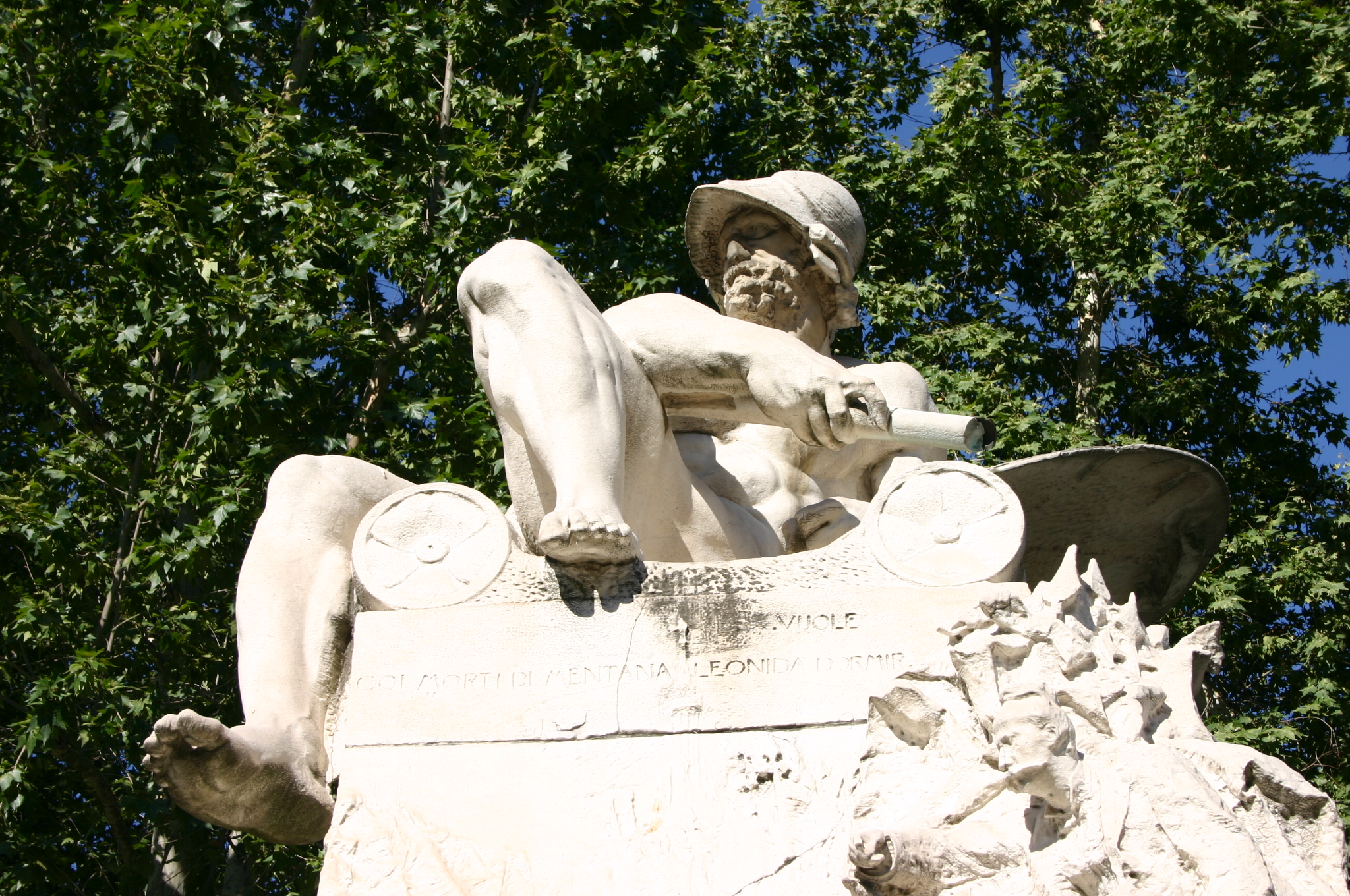
Леонід I, зображений на вершині пам'ятника Феліче Каваллотті в Мілані, створеного Ернесто Баццаро в 1906 році.

### Фільми
У кіно Леоніда зобразили:
- Річард Іган в епопеї 1962 року «300 спартанців». [26]
- Джерард Батлер у фільмі 2006 року 300 спартанців, натхненному однойменним графічним романом Френка Міллера та Лінн Варлі. Тайлер Нейцель зобразив Леоніда як юнака. [27]
- Шон Магуайр у фільмі 2008 року « Знайомство зі спартанцями », пародія на фільм 2006 року.